# Gronings Ontzet
El Gronings Ontzet (Alliberament de Groningen en neerlandès), també conegut com a Achtentwintigsten o Bommen Berend és una festivitat de la ciutat de Groningen. Celebra la llevada del setge de la ciutat per part de Bernhard von Galen, bisbe de Münster, el 1672.
El 28 d'agost del 1672 (16 d'agost segons el calendari julià), després d'un setge de gairebé un mes, el bisbe decidí retirar les seves tropes que assetjaven la ciutat.
Posteriorment, al bisbe se li donà el sobrenom popular de "Bommen Berend" ("Bernhard de les bombes"), en referència al seu ús freqüent de bombes de canó, les armes més avançades de l'època, que provocaren danys considerables dins el recinte de la ciutat.